# Peschiera Borromeo
Peschiera Borromeo är en ort och kommun i storstadsregionen Milano, innan 31 december 2014 i provinsen Milano, i regionen Lombardiet i Italien. Kommunen hade 23 504 invånare (2018).